# Харткирхен

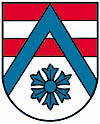
Харткирхен

Харткирхен (нем. Hartkirchen) — коммуна в Австрии, в федеральной земле Верхняя Австрия. 
Входит в состав округа Эфердинг.  Площадь общины составляет 39,08 км², население — 4042 человека (1 января 2021), плотность населения — 104 чел./км². Официальный код  —  40 506.

## Население
| Год  | Численность |
| ---- | ----------- |
| 1869 | 2725        |
| 1889 | 2739        |
| 1890 | 2707        |
| 1900 | 2732        |
| 1910 | 2771        |
| 1923 | 2835        |
| 1934 | 2802        |
| 1939 | 2812        |
| 1951 | 2966        |
| 1961 | 3200        |
| 1971 | 3590        |
| 1981 | 3757        |
| 1991 | 4009        |
| 2001 | 4186        |
| 2011 | 4070        |
| 2021 | 4042        |

## Политическая ситуация
Бургомистр коммуны — Вольфганг Шёппль (АНП) по результатам выборов 2003 года.
Совет представителей коммуны (нем. Gemeinderat) состоит из 25 мест.
- АНП занимает 13 мест.
- СДПА занимает 10 мест.
- АПС занимает 2 места.